# Tünel
Pour les articles homonymes, voir Tünel (Khövsgöl).

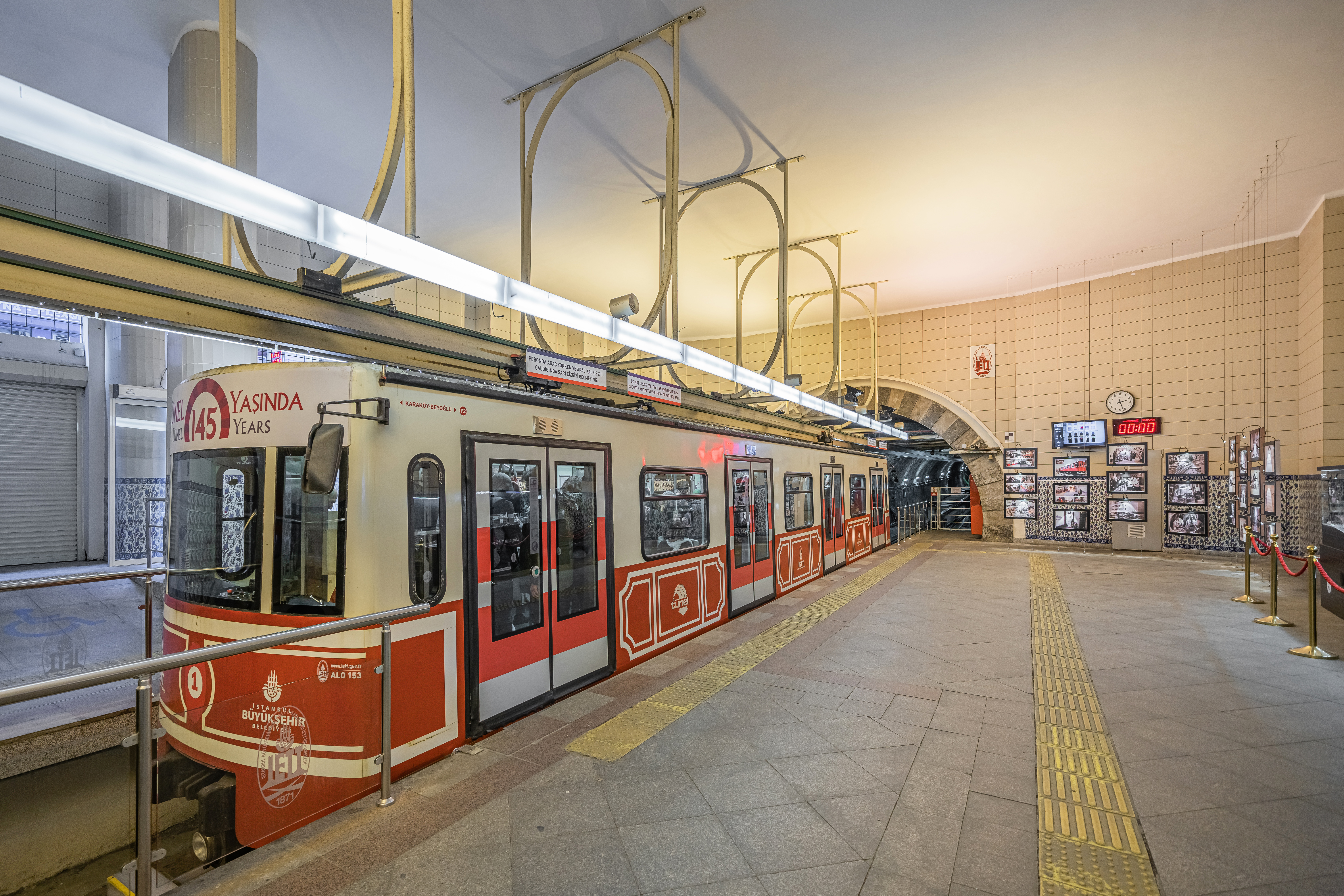
Le Tünel a été inauguré le 17 janvier 1875

Le Tünel (du français tunnel), dénommé aussi F2 sur le plan des transports, est une ligne de métro d'Istanbul en Turquie. Il s'agit d'un funiculaire souterrain avec deux stations, reliant les quartiers de Karaköy et Beyoğlu. Situé sur la rive nord de la Corne d'Or, le tunnel du métro est à peu près au niveau de la mer et mesure environ 573 mètres de long. Inauguré le 17 janvier 1875, le Tünel est la troisième ligne de chemin de fer souterraine au monde après le funiculaire rue Terme de Lyon (1862) et le métro de Londres (1863). Toutefois la première véritable ligne de métro d'Europe continentale, avec plusieurs stations, a été la ligne 1 du métro de Budapest (1896).

## Histoire

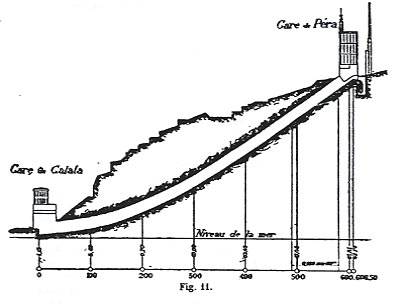
Profil du tunnel, du Chemin de fer métropolitain de Constantinople, ou Chemin de fer souterrain de Galata à Péra, dit tunnel de Constantinople. Projet d'une nouvelle ville et d'un nouveau port de commerce à Constantinople par Eugène-Henri Gavand (1876).

Le Tünel, fut conçu par l'ingénieur français Eugène-Henri Gavand en 1867, pour relier les quartiers de Pera (Beyoğlu) et Galata (Karaköy), qui sont tous deux des quartiers relativement nouveaux d'Istanbul, sur la rive nord de la Corne d'Or. Beaucoup de gens ont l'habitude de travailler près de Galata au niveau de la mer et de monter à Pera. Le tunnel, montant de 60 mètres, leur épargne cette marche difficile.
Deux ans plus tard, le 6 novembre 1869, Eugène-Henri Gavand reçut la permission du sultan Ottoman Abdulaziz de démarrer le projet. Après l'obtention de financements étrangers, le 8 mai 1871, une société limitée, au capital anglais, « The Metropolitan Railway of Constantinople from Galata to Pera » est fondée et les premiers travaux débutent le 30 juin 1871 et se terminent le 5 mai 1874. Le Tünel a été mis en service le 18 janvier 1875.
Lors de son ouverture, les moteurs étaient deux machines à vapeur de 150 ch. Le Tünel a été nationalisé en 1939 pour devenir une partie de la nouvelle organisation des transports IETT (İstanbul Tramvay ve Elektrik Tünel). Le 3 novembre 1971, le Tünel a été modernisé et électrifié, la double voie a été remplacée par une voie unique et les voitures à cabines en bois d'origine ont été remplacées par du matériel MP 55 du métro de Paris (aucune source ne permet de l'affirmer, mais il s'agit certainement de deux voitures neuves commandées en France  pour cette modernisation), roulant sur pneumatiques. Ces voitures (issues de la RATP ?) ont été remplacées par de nouvelles en 2007 et les équipements à l’intérieur des wagons des nouvelles rames sont gérés par la société française Alstom.
Le Tünel fait 64 800 aller-retours par an, totalisant 37 066 km par an, et transporte 15 000 passagers par jour.

## Aujourd'hui
Galata et Pera sont maintenant appelés Karaköy et Beyoğlu respectivement. La station inférieure est nommée Karaköy (située à l'extrémité est de l'avenue Tersane), et la station supérieure Tünel Meydanı (place du Tunnel) (située à l'extrémité sud de l'avenue Istiklal). Un voyage entre les deux stations prend une minute et demie, avec un supplément de deux minutes d'attente entre les opérations pour permettre aux passagers d'embarquer dans le train. Le Tünel a deux trains circulant simultanément sur la même voie, chacun comprenant deux voitures en acier (avec des pneumatiques). Leur vitesse de croisière est d'environ 25 km/h. Les deux trains se croisent sur un court tronçon à deux voies, situé à mi-course. La pente maximale est de 17 %.
Aujourd'hui, cette courte ligne du Tünel n'est plus aussi vitale pour le centre-ville d'Istanbul qu'au XIXe siècle, mais elle fait encore partie du réseau de transport municipal. Un plus grand (mais distinct) métro est disponible à proximité.

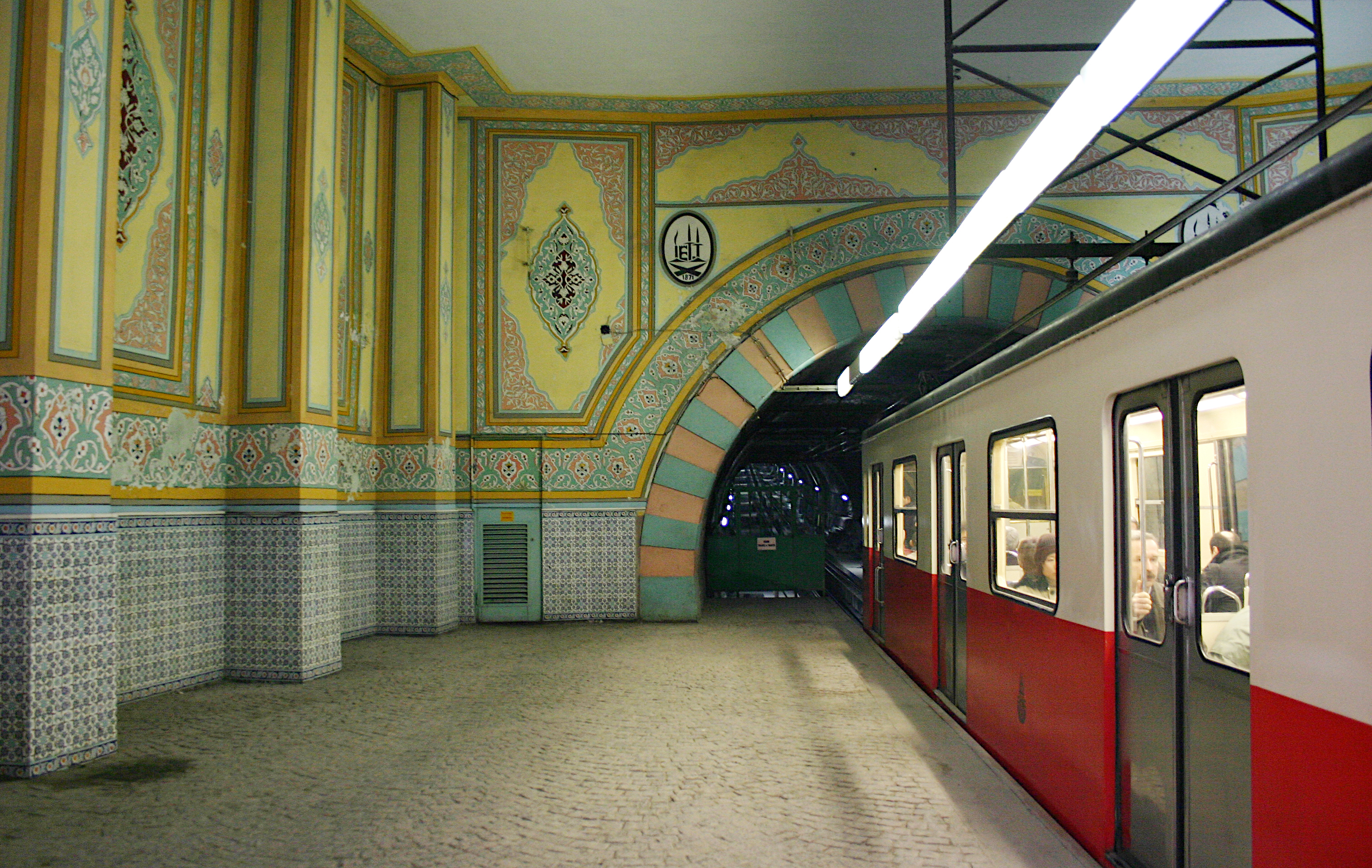
Karaköy (photo prise en 2006)
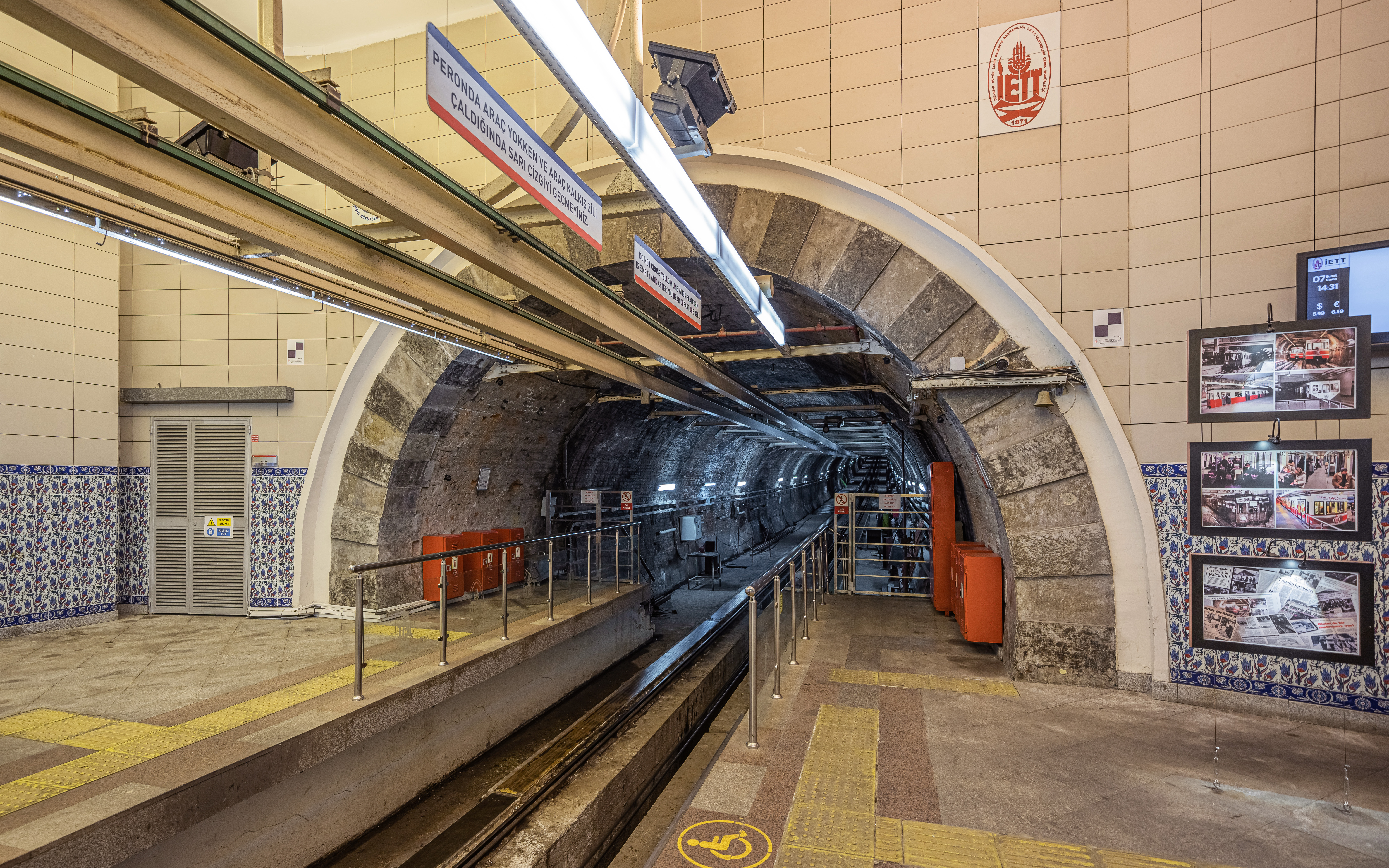
Karaköy
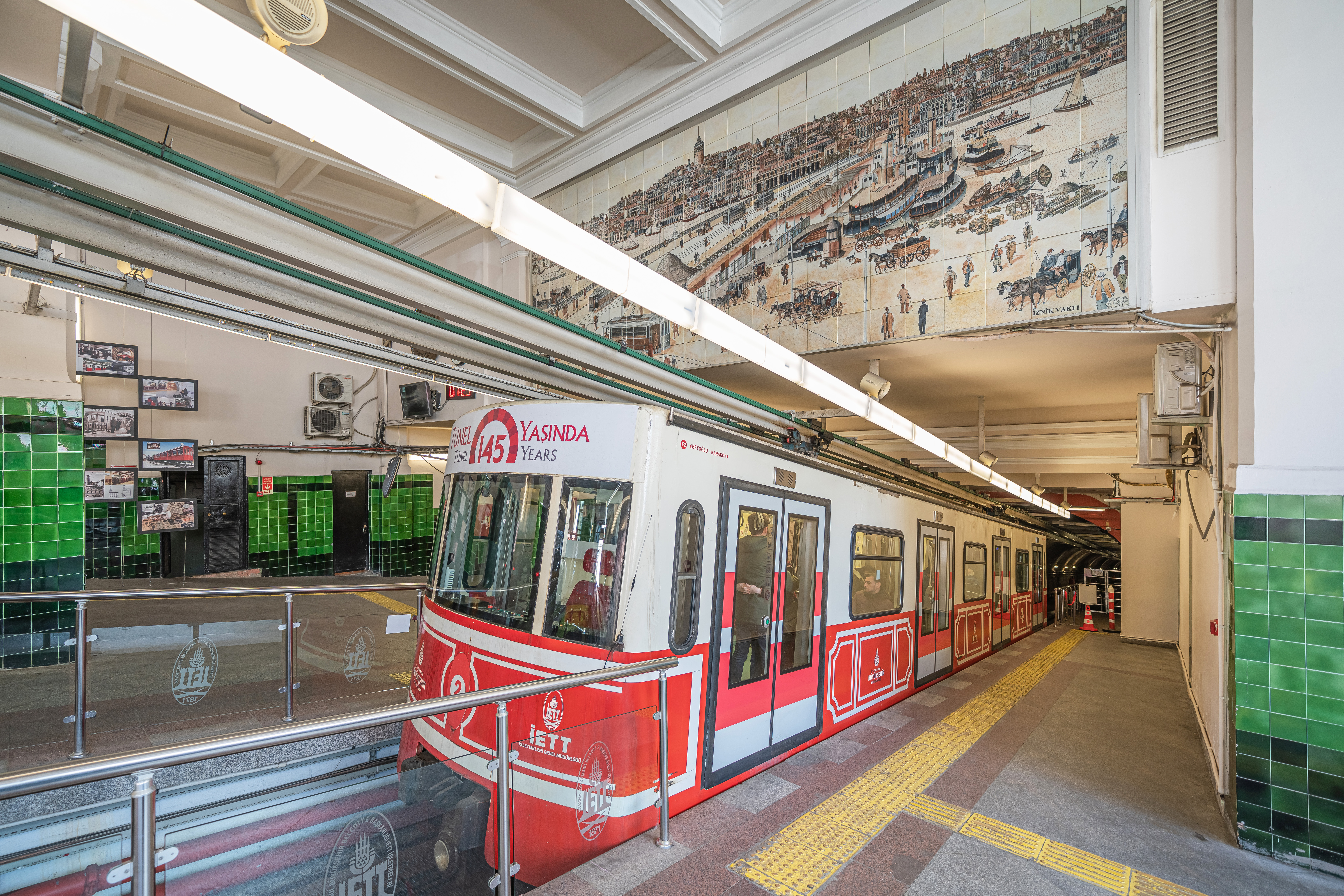
Beyoğlu

## Sources
1. 1 2  Le Tünel, Funimag